# Krzysztof Jung

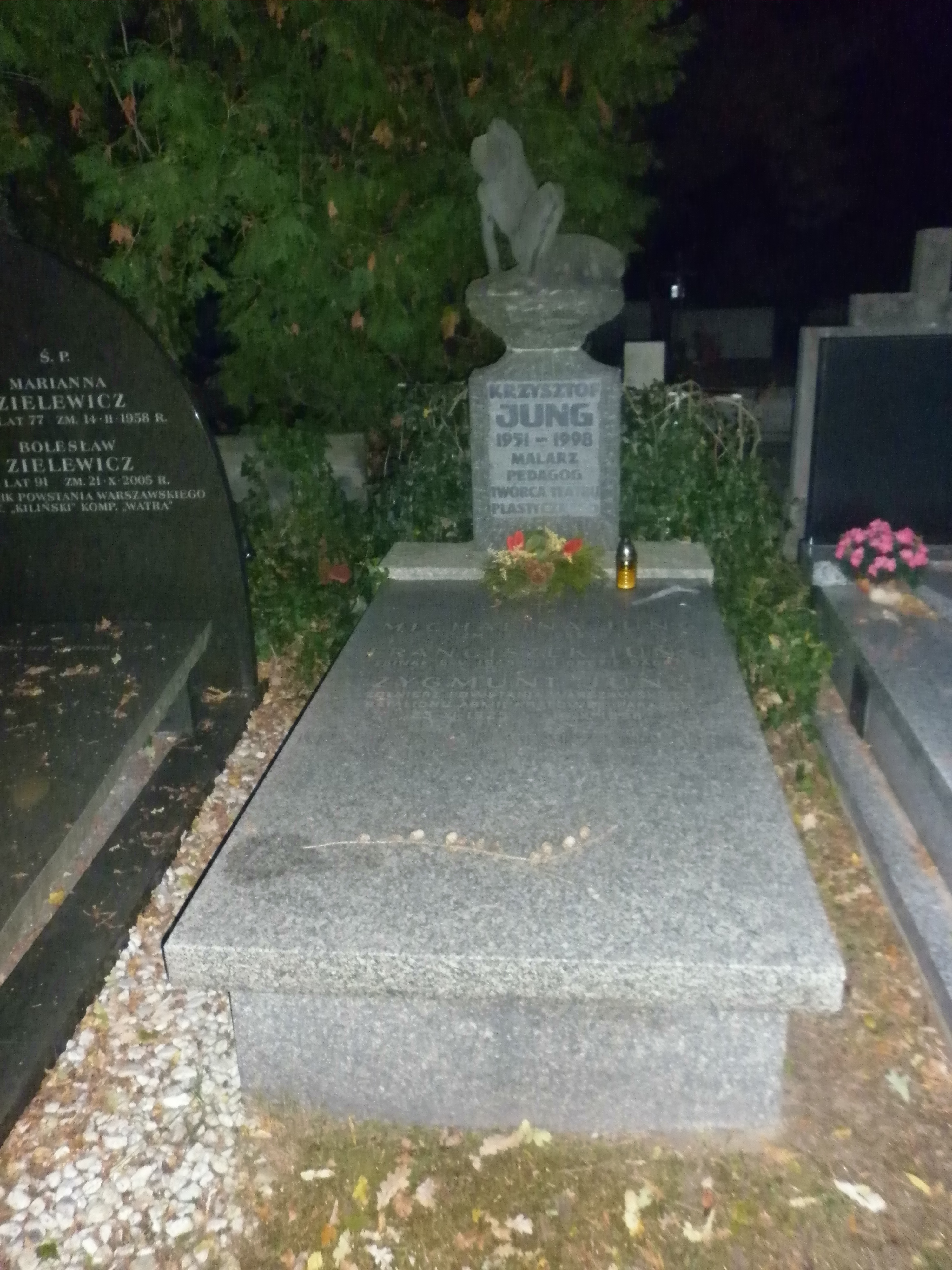
Grób Krzysztofa Junga na Wojskowych Powązkach. Rzeźba na nagrobku Narcyz autorstwa Barbary Falender, do której Krzysztof Jung pozował

Krzysztof Jung (ur. 11 lipca 1951 w Warszawie, zm. 5 października 1998 tamże) – polski malarz, grafik, performer, pedagog, twórca koncepcji teatru plastycznego.

## Życiorys
Studiował na Wydziale Architektury Wnętrz Akademii Sztuk Pięknych w Warszawie w latach 1971–1976. Po studiach związał się z Galerią Repassage, którą prowadził w latach 1978–1979 (nosiła wtedy nazwę Repassage 2) i w której działał aż do jej zamknięcia w grudniu 1981. Tworzył w pierwszym okresie polskiego performance. W 1983, pod wpływem namów Wojciecha Karpińskiego i nawiązanego wtedy kontaktu z Józefem Czapskim, zajął się poważnie malarstwem. Zainteresował go przede wszystkim pejzaż, obrazy o mocnym, nasyconym kolorze, któremu artysta nadawał też rolę symboliczną. Od 1988 artysta tworzył i publikował w Zeszytach Literackich rysunkowe portrety wybitnych twórców, m.in. Józefa Czapskiego, Zbigniewa Herberta, Konstantego Jeleńskiego, Czesława Miłosza. 
W 1991 podjął pracę jako nauczyciel rysunku i historii sztuki w 14 Społecznym Liceum Ogólnokształcącym w Warszawie; z jego inicjatywy w późniejszych latach, szkoła przyjęła imię Józefa Czapskiego.

## Twórczość i koncepcja teatru plastycznego
Najbardziej charakterystycznym elementem działań i performances Krzysztofa Junga była koncepcja teatru plastycznego, tzw. nitkowania – omotania nicią ludzi, przedmiotów, pomieszczeń. Po raz pierwszy zastosował je w pracy dyplomowej Wizualne i niewizualne aspekty przestrzeni (1976). Składał się na nią environment – zanitkowanie przestrzeni oraz performance – nagi mężczyzna siedzący na krześle uwalniał się z „kokonu”, którym omotał go artysta. Najlepszym przykładem nitkowań jest tryptyk wykonany w marcu 1978 w Galerii Repassage. Złożyły się na nie environment Krzesło – rama krzesła zawieszona tuż nad podłogą na nieregularnej sieci utkanej z cienkiej nici, oraz dwa performances – Przemiana oraz Miłość. Ideą koncepcji teatru plastycznego było poszukiwanie wspólnego, wizualnego i zarazem sensualnego odpowiednika doznań zmysłowych. W opinii Pawła Leszkowicza:
(...) Właśnie performance, czyli działania Krzysztofa Junga z końca lat 70. w kontrkulturowej warszawskiej galerii Repassage (1971-1981) uważam za jego najwybitniejszy wkład w eksperymentalną sztukę w Polsce i w przestrzeń płciowej i seksualnej odmienności. (...) Trudno w całej kulturze wizualnej PRL-u o inną równie homoerotyczną obecność. Pomijam oczywiście wszelkie homofobiczne, poniżające przywołania homoseksualizmu, produkowane w celu patologizacji tożsamości. W ich kontekście poważne i poetyckie akcje Junga mają w sobie psychiczną i analityczną głębię refleksji nad związkiem i męskością. Skupienie i rytualny aspekt teatru plastycznego, chronił również te działania przed śmiesznością zarezerwowaną dla homoerotyzmu w komediach polskich tego okresu. (...) Centralne miejsce w polskiej artystycznej i homoerotycznej męskości należy do Krzysztofa Junga, który został przez Grzegorza Kowalskiego uznany za pioniera sztuki ciała, która tak zdominowała polską scenę artystyczną w latach 90.
W okresie współpracy z galerią Repassage aranżował też działania uliczne, w których krytycznie komentował otaczającą rzeczywistość społeczno-polityczną. Drugim wątkiem jego sztuki było malarstwo i rysunek. Artysta od czasów studenckich stale rysował, w latach 70. tworząc serie stylizowanych, perfekcyjnych w detalach przedstawień owadów, motywów erotycznych czy scen inspirowanych literaturą (m.in. Przemianą Kafki). W latach 80. czerpie inspirację z licznych podróży po Europie, o czym pisze Wojciech Karpiński: Potrzebowałem pomocy w ożywieniu głosu, ożywieniu spojrzenia. Takim momentem wewnętrznego rozluźnienia i skupienia zarazem, „oderwania się od nieprzyjaciela” (jak to nazywam w swoim prywatnym języku) i zwrócenia się ku sobie i ku światu, było pojawienie się Krzysztofa Junga w Paryżu. Mój przyjaciel malarz miał w sobie, w dobrych chwilach, władzę rozjaśniania świata. W takim nastroju pojechałem w końcu grudnia 1984 roku do Rzymu, razem z Krzysztofem Jungiem, również zaproszonym przez Miriam Chiaromonte. Powróciłem na via Ofanto. Pokazywałem z radością Wieczne Miasto młodemu artyście, który pierwszy raz oglądał je swoimi intensywnymi oczami, a wtedy właśnie powrócił po okresie skrajnie nowoczesnych działań do klasycznych form wypowiedzi plastycznych. Pod wpływem obrazów Józefa Czapskiego namalował serię wspaniałych pejzaży (przywiózł je do Paryża z Warszawy). On także potrzebował odnowienia i wzmocnienia języka, który umożliwiłby mu twórczą rozmowę ze światem. Byłem jednak w czasie tego pobytu rozdarty między chęcią spacerów z Krzysztofem Jungiem po Rzymie a pokusą, nie mniej silną, zamknięcia się w gabinecie Nicoli Chiaromontego i skupienia nad jego tekstami.
Zmarł na astmę. Pochowany na Cmentarzu Wojskowym na Powązkach w Warszawie (kwatera K-1-35).

## Wybrane wystawy i działania indywidualne
- 1974 – wystawa w budynku przy al. Jerozolimskich 44, Warszawa
- 1976 – Wizualne i niewizualne aspekty przestrzeni – Galeria Repassage, Warszawa
- 1977 – Publiczne motanie przestrzeni – Galeria Repassage, Warszawa
- 1978 – Dwa czerwone, czyli poemat przestrzenny o systemie – Galeria Repassage 2, Warszawa
- 1979 – Odpowiedzialność – działanie na branie Uniwersytetu Warszawskiego; performance Kokonienie – Galeria Repassage 2, Warszawa
- 1980 – performance Rozmowa – Galeria Re'Repassage, Warszawa; Stwarzanie poprzez innych i horyzont wolności – Galeria Re'Repassage, Warszawa
- 1981 – działanie Martwa natura – Galeria Re'Repassage, Warszawa
- 1982 – performance Pouczcie mnie, a będę milczał i w czym zbłądziłem pokażcie – pracownia Barbary i Wiktora Guttów, Warszawa; performance Caprichos XIII – Gdy rozum śpi, budzą się upiory – pracownia Barbary i Wiktora Guttów, Warszawa
- 1989 – Raj – Galeria Dziekanka, Warszawa; „Drzewa w środku świata” – Galeria Pokaz, Warszawa
- 1992 – Krajobraz ze świętym Sebastianem – Galeria Dziekanka, Warszawa
- 1999 – Krzysztof Jung 1951-1998 – wystawa pośmiertna w Muzeum im. Xawerego Dunikowskiego w Królikarni, Warszawa
- 2016 – Krzysztof Jung. Przemiana – Muzeum Akademii Sztuk Pięknych w Warszawie
- 2017 – Krzysztof Jung : Arbres et visages – Bibliothèque Polonaise, Paryż
- 2019 – Krzysztof Jung : Zeichnungen | Drawings – Schwules Museum, Berlin
- 2023 – Krzysztof Jung. Boys, Galeria Gunia Nowik, Warszawa[8]
- 2025 – Krzysztof Jung. Performer z udziałem Grzegorza Kowalskiego, kurator: Karol Sienkiewicz, Galeria Gunia Nowik, Warszawa

Wybrane wystawy zbiorowe:
- 1978 – VII Festiwal Sztuk Pięknych – Warszawa
- 1979 – Erotyka – Dom Artysty Plastyka, Warszawa; Dokumentacja wybranych działań 1977-79 – Galeria Repassage 2, Warszawa
- 1980 – Ogólnopolskie Konfrontacje Sztuka młodych, Ośrodek Propagandy Sztuki, Łódź; Niewydrukowany katalog. Pokaz dokumentacji z lat 1974-80 – Galeria Re'Repassage, Warszawa
- 1989 – Polak Niemiec Rosjanin – Zakłady Norblina, Warszawa
- 1993 – Sigma. Galeria. Repassage. Repassage 2, Re'Repassage – Galeria Zachęta, Warszawa
- 1997 – CARTOGRAPHERS. GEO-GNOSTIC PROJECTION FOR THE 21ST CENTURY – Zagrzeb, Chorwacja; Centrum Sztuki Współczesnej Zamek Ujazdowski, Warszawa (1998); Budapeszt, Węgry (1998); Maribor, Słowenia (1998)
- 2010  – Ars HomoErotica, Muzeum Narodowe w Warszawie
- 2023-2024 – Multiple Realities: Experimental Art in the Eastern Bloc, 1960s-1980s, Walker Art Center, Minneapolis (2023-2024), Phoenix Art Museum(inne języki) (2024), Vancouver Art Gallery (2024)
- 2024 – Arkadia – Muzeum Narodowe w Warszawie